# エドゥアルド・フリプセ
エドゥアルド・フリプセ（Eduard Flipse, 1896年2月26日 - 1973年9月12日）は、オランダの指揮者、作曲家である。

## 略歴
ゼーラント州のウィッセンカークに生まれる。1927年にロッテルダム・フィルハーモニー管弦楽団の副指揮者、1930年に首席指揮者となり、1962年までその任にあって、このオーケストラをオランダ有数のものとした。また1959年から1970年までアントワープ・フィルハーモニー管弦楽団（現ロイヤル・フランダース・フィルハーモニー管弦楽団）の指揮者をつとめる。ブレダで死去した。
レオン・オルテルのようなオランダの作曲家の作品をレパートリーとし、またイーゴリ・ストラヴィンスキーの『春の祭典』とアルバン・ベルクの『ヴァイオリン協奏曲』のオランダ初演を行った。